# Endless Love
"Endless Love"는 1981년 공개된 라이어넬 리치와 다이애나 로스의 듀엣 곡이다. 1981년 영화 《끝없는 사랑》의 주제가이며, 아카데미 주제가상에 노미네이트되었다. 이후 루서 밴드로스와 머라이어 캐리 듀엣, 케니 로저스 등 수많은 유명 아티스트에 의해 리메이크되어 왔으며, 2012년 2월 7일에는 라이어넬 리치 자신이 샤니아 트웨인과 듀엣한 셀프 커버 곡을 발표하였다. 이 곡은 그가 2012년 발표한 음반 Tuskegee에 수록되어 있다.

## 인증
| 국가                                                            | 인증     | 판매량/출하량 |
| --------------------------------------------------------------- | -------- | ------------- |
| 영국 (BPI)                                                      | 실버     | 250,000       |
| 미국 (RIAA)                                                     | 플래티넘 | 1,000,000^    |
| ^출하량을 기반으로 한 인증 · 판매량+스트리밍을 기반으로 한 인증 |          |               |

## 크레딧
- 라이오넬 리치 - 리드 보컬, 보컬 편곡
- 다이애나 로스 - 리드 보컬
- 레지널드 소니 버크 - 펜더 로즈
- 바나비 핀치 - 어쿠스틱 피아노
- 폴 잭슨 주니어 - 전기 기타, 어쿠스틱 기타 솔로
- 프레드 태켓 - 기타
- 네이선 이스트 - 베이스 기타
- 릭 슬로서 - 드럼
- 진 페이즈 - 호른, 리듬과 현악기 편곡
- 해리 블루스톤 - 콘서트마스터